# Mecynotarsus edwinus
Mecynotarsus edwinus is een keversoort uit de familie snoerhalskevers (Anthicidae). De wetenschappelijke naam van de soort is voor het eerst geldig gepubliceerd in 2000 door Telnov.